# Swedish Open 1999
Die Swedish Open 1999 im Badminton fanden vom 3. bis zum 7. März 1999 in der Arena Kupolen in Borlänge statt. Das Preisgeld betrug 75.000 US-Dollar. Das Turnier hatte damit einen Drei-Sterne-Status im Grand Prix.

## Sieger und Platzierte
| Disziplin    | Gold                       | Silber                     | Bronze                             |
| ------------ | -------------------------- | -------------------------- | ---------------------------------- |
| Herreneinzel | Chen Hong                  | Rasmus Wengberg            | Daniel Eriksson                    |
| Herreneinzel | Chen Hong                  | Rasmus Wengberg            | Ahn Jae-chang                      |
| Herrendoppel | Ha Tae-kwon Kim Dong-moon  | Lee Dong-soo Yoo Yong-sung | Lee Wei-jen Victo Wibowo           |
| Herrendoppel | Ha Tae-kwon Kim Dong-moon  | Lee Dong-soo Yoo Yong-sung | Henrik Andersson Fredrik Bergström |
| Dameneinzel  | Gong Ruina                 | Kim Ji-hyun                | Lee Kyung-won                      |
| Dameneinzel  | Gong Ruina                 | Kim Ji-hyun                | Aparna Popat                       |
| Damendoppel  | Ra Kyung-min Chung Jae-hee | Huang Sui Lu Ying          | Lee Kyung-won Yim Kyung-jin        |
| Damendoppel  | Ra Kyung-min Chung Jae-hee | Huang Sui Lu Ying          | Eti Tantra Cynthia Tuwankotta      |
| Mixed        | Kim Dong-moon Ra Kyung-min | Chung Jae-hee Ha Tae-kwon  | Wahyu Agung Emma Ermawati          |
| Mixed        | Kim Dong-moon Ra Kyung-min | Chung Jae-hee Ha Tae-kwon  | Chen Qiqiu Huang Sui               |

## Finalresultate
| Disziplin    | Sieger                     | Gegner                     | Ergebnis    |
| ------------ | -------------------------- | -------------------------- | ----------- |
| Herreneinzel | Chen Hong                  | Rasmus Wengberg            | 17:15, 15:0 |
| Dameneinzel  | Gong Ruina                 | Kim Ji-hyun                | 11:8, 11:5  |
| Herrendoppel | Ha Tae-kwon Kim Dong-moon  | Lee Dong-soo Yoo Yong-sung | 15:11, 15:5 |
| Damendoppel  | Ra Kyung-min Chung Jae-hee | Lu Ying Huang Sui          | 15:6, 15:11 |
| Mixed        | Kim Dong-moon Ra Kyung-min | Ha Tae-kwon Chung Jae-hee  | 15:1, 15:4  |

## Halbfinalresultate
| Disziplin    | Sieger                     | Gegner                             | Ergebnis    |
| ------------ | -------------------------- | ---------------------------------- | ----------- |
| Herreneinzel | Rasmus Wengberg            | Daniel Eriksson                    | 15:4, 15:2  |
|              | Chen Hong                  | Ahn Jae-chang                      | 15:9, 15:3  |
| Dameneinzel  | Kim Ji-hyun                | Aparna Popat                       | 11:5, 11:5  |
|              | Gong Ruina                 | Lee Kyung-won                      | 11:2, 11:5  |
| Herrendoppel | Lee Dong-soo Yoo Yong-sung | Fredrik Bergström Henrik Andersson | 15:7, 17:14 |
|              | Ha Tae-kwon Kim Dong-moon  | Victo Wibowo Lee Wei-jen           | 15:8, 15:3  |
| Damendoppel  | Ra Kyung-min Chung Jae-hee | Eti Tantra Cynthia Tuwankotta      | 15:8, 15:0  |
|              | Lu Ying Huang Sui          | Lee Kyung-won Yim Kyung-jin        | 15:12, 15:4 |
| Mixed        | Kim Dong-moon Ra Kyung-min | Wahyu Agung Emma Ermawati          | 15:5, 15:1  |
|              | Ha Tae-kwon Chung Jae-hee  | Chen Qiqiu Huang Sui               | 15:6, 15:10 |

## Viertelfinalresultate
| Disziplin    | Sieger                             | Gegner                                    | Ergebnis           |
| ------------ | ---------------------------------- | ----------------------------------------- | ------------------ |
| Herreneinzel | Daniel Eriksson                    | Taufik Hidayat                            | 15:13, 17:15       |
|              | Rasmus Wengberg                    | Anders Boesen                             | 15:8, 15:8         |
|              | Chen Hong                          | Peter Rasmussen                           | w.o.               |
|              | Ahn Jae-chang                      | Peter Janum                               | 15:10, 15:10       |
| Dameneinzel  | Gong Ruina                         | Marina Andrievskaia                       | 11:1, 11:1         |
|              | Lee Kyung-won                      | Tine Rasmussen                            | 11:2, 11:8         |
|              | Aparna Popat                       | Lee Hyo-jung                              | 3:11, 11:6, 11:7   |
|              | Kim Ji-hyun                        | Sun Jian                                  | 13:11, 11:1        |
| Herrendoppel | Victo Wibowo Lee Wei-jen           | Ian Sullivan Anthony Clark                | 15:10, 7:15, 15:12 |
|              | Ha Tae-kwon Kim Dong-moon          | Chew Choon Eng Lee Wan Wah                | 15:2, 15:13        |
|              | Fredrik Bergström Henrik Andersson | Michael Helber Björn Siegemund            | 15:9, 10:15, 15:7  |
|              | Lee Dong-soo Yoo Yong-sung         | Siripong Siripool Pramote Teerawiwatana   | 15:4, 15:13        |
| Damendoppel  | Lu Ying Huang Sui                  | Lim Pek Siah Joanne Quay                  | 15:8, 17:14        |
|              | Lee Kyung-won Yim Kyung-jin        | Karen Stechmann Nicole Grether            | 15:8, 0:15, 15:4   |
|              | Eti Tantra Cynthia Tuwankotta      | Anika Sietz Nicol Pitro                   | 15:5, 15:5         |
|              | Ra Kyung-min Chung Jae-hee         | Tracy Dineen Lorraine Cole                | 15:6, 15:1         |
| Mixed        | Wahyu Agung Emma Ermawati          | Lars Paaske Jane F. Bramsen               | 3:15, 15:1, 15:10  |
|              | Kim Dong-moon Ra Kyung-min         | Martin Lundgaard Hansen Ann-Lou Jørgensen | 15:2, 15:7         |
|              | Chen Qiqiu Huang Sui               | Michael Lamp Mette Schjoldager            | 15:2, 15:12        |
|              | Ha Tae-kwon Chung Jae-hee          | Jonas Rasmussen Britta Andersen           | 15:10, 15:9        |